# Uncial 094
Uncial 094 (numeração de Gregory-Aland), ε 016 (Soden), é um manuscrito uncial grego do Novo Testamento. A paleografia data o codex para o século 6.

## Descoberta
Codex contém o texto do Evangelho de Mateus (24,9-21) em 1 folha de pergaminho (30 x 24). O texto está escrito com duas colunas por página, contendo 24 linhas cada. Ele é um palimpsesto.
O texto grego desse códice é um representante do Texto-tipo Alexandrino. Kurt Aland colocou-o na Categoria II.
O manuscrito foi descoberto em Salónica em 1890.
Actualmente acha-se no Biblioteca Nacional da Grécia (Or. 2106) em Atenas.